# 门捷列夫金质奖章

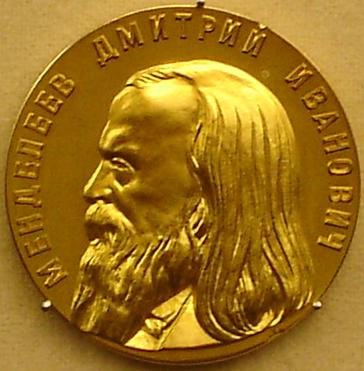
门捷列夫金质奖章

D·I·门捷列夫金质奖章（俄语：Золотая медаль имени Д. И. Менделеева）是一个化学奖项，原苏联科学院1962年开始颁发，以纪念德米特里·门捷列夫，苏联解体后停止颁发了一段时间，1998年开始由俄罗斯科学院颁发。

## 得主
- 1967年 谢苗·沃尔夫科维奇
- 1977年 亚历山大·尼古拉耶维奇·涅斯梅亚诺夫
- 1987年 格奥尔基·弗廖罗夫
- 2008年 阿纳托利·伊万诺维奇·鲁萨诺夫
- 2013年 伊利亚·莫伊谢耶夫